# Intendente de la provincia de Valparaíso
El intendente de la Provincia de Valparaíso, o simplemente intendente de Valparaíso, fue la autoridad responsable del gobierno y administración de la provincia de Valparaíso, Chile, existente entre 1823 y 1976. Este cargo tuvo asiento en la ciudad de Valparaíso, debido a ello indistintamente se le denominaba también como "Intendente de Valparaíso".
Entre 1823 y 1842, el antiguo departamento de Valparaíso fue gobernado por "gobernadores". Desde 1842, al ser el departamento ascendido a provincia, es comandada por intendentes.

## Gobernadores de Valparaíso
| Gobernador departamental             | Periodo |
| ------------------------------------ | ------- |
| General José Ignacio Zenteno         | 1823    |
| General Francisco de la Lastra       | 1825    |
| General José María de la Cruz        | 1831    |
| Diego Portales Palazuelos (suplente) | 1832    |
| Coronel Ramón de la Cavareda         | 1833    |
| Coronel Victorino Garrido (suplente) | 1837    |

## Intendentes de la Provincia de Valparaíso
| Intendente provincial                            | Periodo                 |
| ------------------------------------------------ | ----------------------- |
| General José María de la Cruz                    | 1842                    |
| General José Joaquín Prieto                      | 1843                    |
| Capitán de navío Roberto Simpson (suplente)      | 1843                    |
| General J. Santiago Aldunate                     | 1846                    |
| General Manuel Blanco Encalada                   | 1847                    |
| José Santiago Melo (suplente)                    | 1847                    |
| Ángel Castillo (suplente)                        | 1850                    |
| Teniente coronel Manuel Tocornal Grez (suplente) | 1852                    |
| Julián Riesco                                    | 1853                    |
| Domingo Espiñeira (suplente)                     | 1856                    |
| Manuel Valenzuela Castillo                       | 1856                    |
| Jovino Novoa Vidal                               | 1858                    |
| Manuel A. Orrego (suplente)                      | 1859                    |
| General Juan Vidaurre Leal (suplente)            | 1859                    |
| Coronel Cornelio Saavedra (suplente)             | 1859                    |
| Juan Enrique Ramírez (suplente)                  | 1860                    |
| General José Santiago Aldunate                   | 1861                    |
| Adriano Borgoño (suplente)                       | 1864                    |
| Ramón Lira                                       | 1864                    |
| Capitán de navío José A. Goñi (suplente)         | 1867                    |
| José María D. de la Cruz (suplente)              | 1869                    |
| Francisco Echaurren García-Huidobro              | 1870                    |
| Eulogio Altamirano Aracena                       | 1894                    |
| José Alberto Bravo                               | 1902                    |
| Aníbal Cruzat Ortega                             | 25 de diciembre de 1938 |